# 2010年世界房車錦標賽日本站
2010年世界房車錦標賽日本站是2010年度世界房車錦標賽的第十站賽事，正式比賽在2010年10月31日於日本岡山國際賽道上舉行。這是歷來第三次在日本舉行賽事。第一回合由雪佛蘭車隊的荷夫勝出，第二回合由寶馬車隊的法夫斯首先衝線，但及後寶馬車隊被發現使用違規變速箱而導致法夫斯和派奧取消資格，第二回合冠軍則由WSR隊的陶京頓的補上。